# باکفستلی
باکفستلی (به انگلیسی: Buckfastleigh) یک شهرک در انگلستان است که در شهرستان دوون واقع شده‌است.

## خصوصیات
باکفستلی ۳٬۳۲۶ نفر جمعیت دارد.